# Villafrades de Campos
Villafrades de Campos é um município da Espanha na província de Valladolid, comunidade autónoma de Castela e Leão, de área 20,70 km² com população de 101 habitantes (2004) e densidade populacional de 4,88 hab/km².

## Demografia
| Variação demográfica do município entre 1991 e 2004 | Variação demográfica do município entre 1991 e 2004 | Variação demográfica do município entre 1991 e 2004 | Variação demográfica do município entre 1991 e 2004 |
| --------------------------------------------------- | --------------------------------------------------- | --------------------------------------------------- | --------------------------------------------------- |
| 1991                                                | 1996                                                | 2001                                                | 2004                                                |
| 160                                                 | 121                                                 | 112                                                 | 101                                                 |